# James Igbekeme
James Omonigho Igbekeme (Lagos, Nigeria, 4 de junio de 1995) es un futbolista nigeriano que juega como centrocampista en el Wisła Cracovia de la I Liga de Polonia.

## Trayectoria
Nacido en Nigeria, James Igbekeme hizo su debut en Portugal con el conjunto del G. D. Ribeirão en la temporada 2013-14. En el 2015, firmó por la A. D. Oliveirense. En junio de 2017 firmó por el Gil Vicente F. C. de la segunda división portuguesa. Hizo su debut profesional el 6 de agosto, iniciando y anotando al ganador en una derrota por 2-1 ante el F. C. Porto "B". 
El 28 de octubre de 2017 anotó un doblete frente al S. L. Benfica "B". Terminó la campaña con cinco goles en 32 partidos. En junio de 2018 firmó un contrato con el Real Zaragoza para las siguientes cuatro temporadas.
Real Zaragoza
Debutó con el Real Zaragoza en el campo de Pinilla, en Teruel, en la victoria del Real Zaragoza por 1 a 2. Sustituyó a Oliver Buff al comienzo de la segunda parte. Durante el resto de partidos de pretemporada, salió como titular en Tarragona frente al Club Gimnàstic de Tarragona en la derrota 1 a 0; jugó 88 minutos en la victoria 1 a 2 frente a la Real Sociedad; jugó otros 45 minutos en Calatayud en la abultada derrota por 5 a 2 frente al Club Deportivo Leganés; y los segundos 45 minutos en el empate a uno frente al Villareal. Terminó la pretemporada con 88 minutos en la Romareda en el Torneo Carlos Lapetra frente al Levante, que el Real Zaragoza perdió en la tanda de penaltis tras empatar a uno.
El primer gol de James en partido oficial con la elástica blanquilla llegó en el partido que el Real Zaragoza ganó 0 a 4 en el Carlos Tartiere frente al Real Oviedo, el cuarto de la liga en curso. Tras 77 minutos en juego, el centrocampista nigeriano encaró al portero y remató con una bella definición. James lo había jugado todo con el equipo hasta el quinto partido de liga, en el que curiosamente el que Imanol Idiakez lo sustituyó al descanso debido a una lesión, y terminó perdiendo por 2 a 1 frente a la Unión Deportiva Almería. Al siguiente partido, frente al Lugo en la Romareda y también con Igbekeme como lesionado, el Real Zaragoza cosechó su segunda derrota (consecutiva) de la temporada.
Tras tres temporadas y media en el Real Zaragoza, el 26 de enero de 2022 se llegó a un acuerdo con el Columbus Crew de la Major League Soccer para su cesión hasta fin de año. Terminada su cesión, Columbus Crew decidió no ejecutar la opción de compra y volvió al Real Zaragoza para incorporarse el 1 de enero de 2023. El entrenador, Fran Escribá, manifestó que no contaba con él, por lo que el club le buscó salida durante el mercado de invierno, sin poder conseguirlo. Finalmente, el 22 de febrero se hizo oficial su cesión al Wisła Cracovia polaco hasta el final de la temporada.
El 10 de agosto de 2023, tras haber rescindido su contrato con el Real Zaragoza, firmó por la S. D. Ponferradina. Allí estuvo una campaña y en agosto de 2024 regresó al Wisła Cracovia.

## Clubes
| Club                    | País           | Año       |
| ----------------------- | -------------- | --------- |
| G. D. Ribeirão          | Portugal       | 2013-2015 |
| A. D. Oliveirense       | Portugal       | 2015-2017 |
| Gil Vicente F. C.       | Portugal       | 2017-2018 |
| Real Zaragoza           | España         | 2018-2023 |
| Columbus Crew (cedido)  | Estados Unidos | 2022      |
| Wisła Cracovia (cedido) | Polonia        | 2023      |
| S. D. Ponferradina      | España         | 2023-2024 |
| Wisła Cracovia          | Polonia        | 2024-     |